# Rassenschande

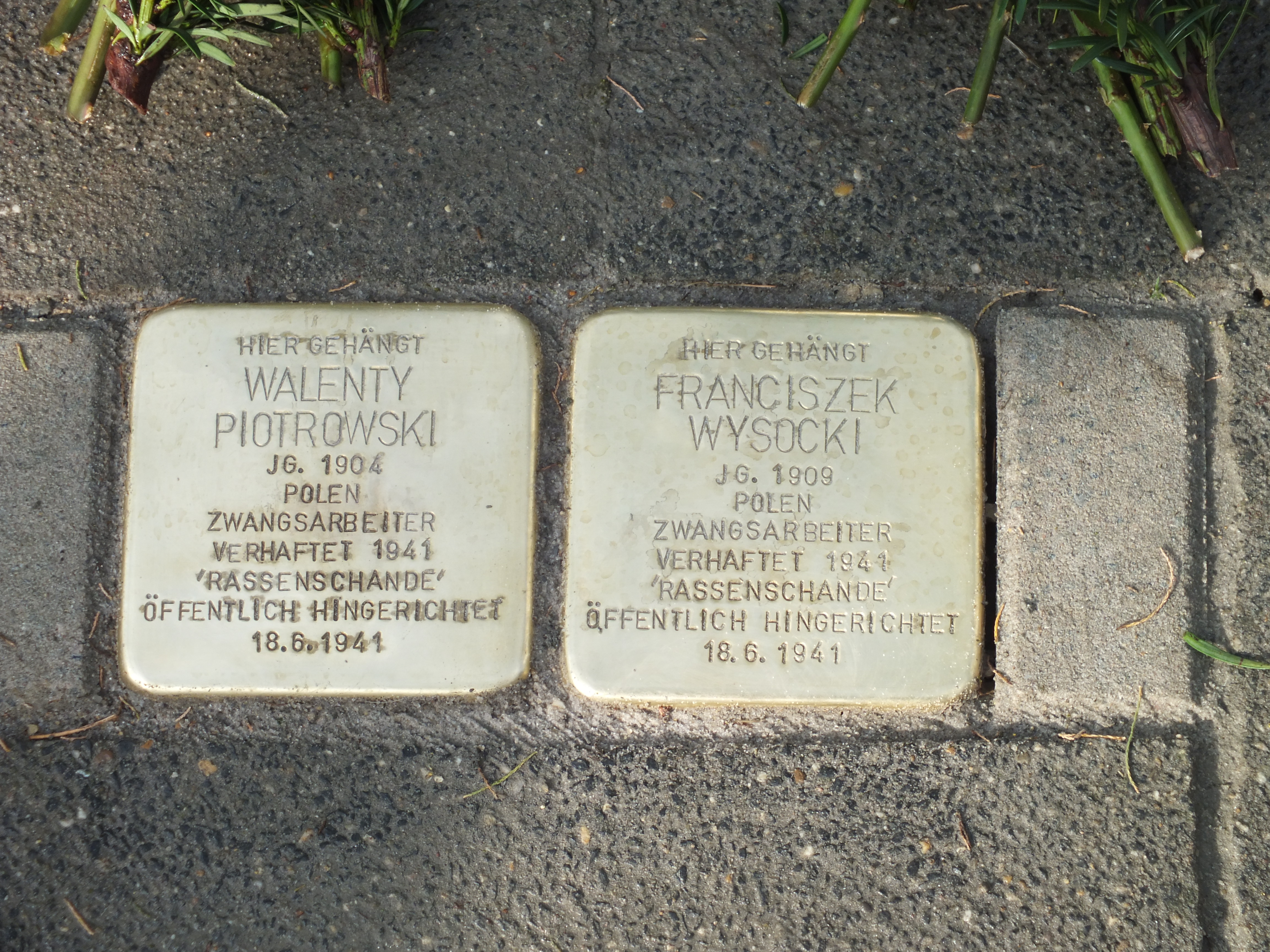
Pour commémorer Walenty Piotrowski, qui a été exécuté pour des allégations de souillure raciale, le groupe local IGBCE à Düren a posé cette Stolpersteine le 4 novembre 2017.

La Rassenschande (ou Blutschande, littéralement honte raciale ou honte du sang en allemand) était une pratique légale faisant partie des politiques racistes du Troisième Reich dans l'Allemagne nazie. Cette discrimination raciale interdisait toute union entre un Juif — selon la définition des lois de Nuremberg — et un citoyen « allemand ou de sang allemand » (« deutschen oder artverwandten Blutes »). Les mariages entre personnes juives et non juives étaient alors considérés comme un acte de « traîtrise envers la race » (Rassenverrat). Les mariages furent interdits à partir de 1935, et tout contact sexuel puni de peines de prison.

## Filmographie
- Science nazie : la race, le sol et le sang, film documentaire de 90 minutes réalisé par David Korn-Brzoza, écrit avec Johann Chapoutot et produit par Upside Télévision / ARTE / RTBF, 2019.